# 丁允元墓
丁允元墓，位于中国广东省潮州市潮安区磷溪，为潮州市潮安区文物保护单位，类型为古墓葬，公布时间为1987年12月。
丁允元墓的历史年代为宋代。